# Чудесна мандрівка Нільса Гольгерсона з дикими гусьми

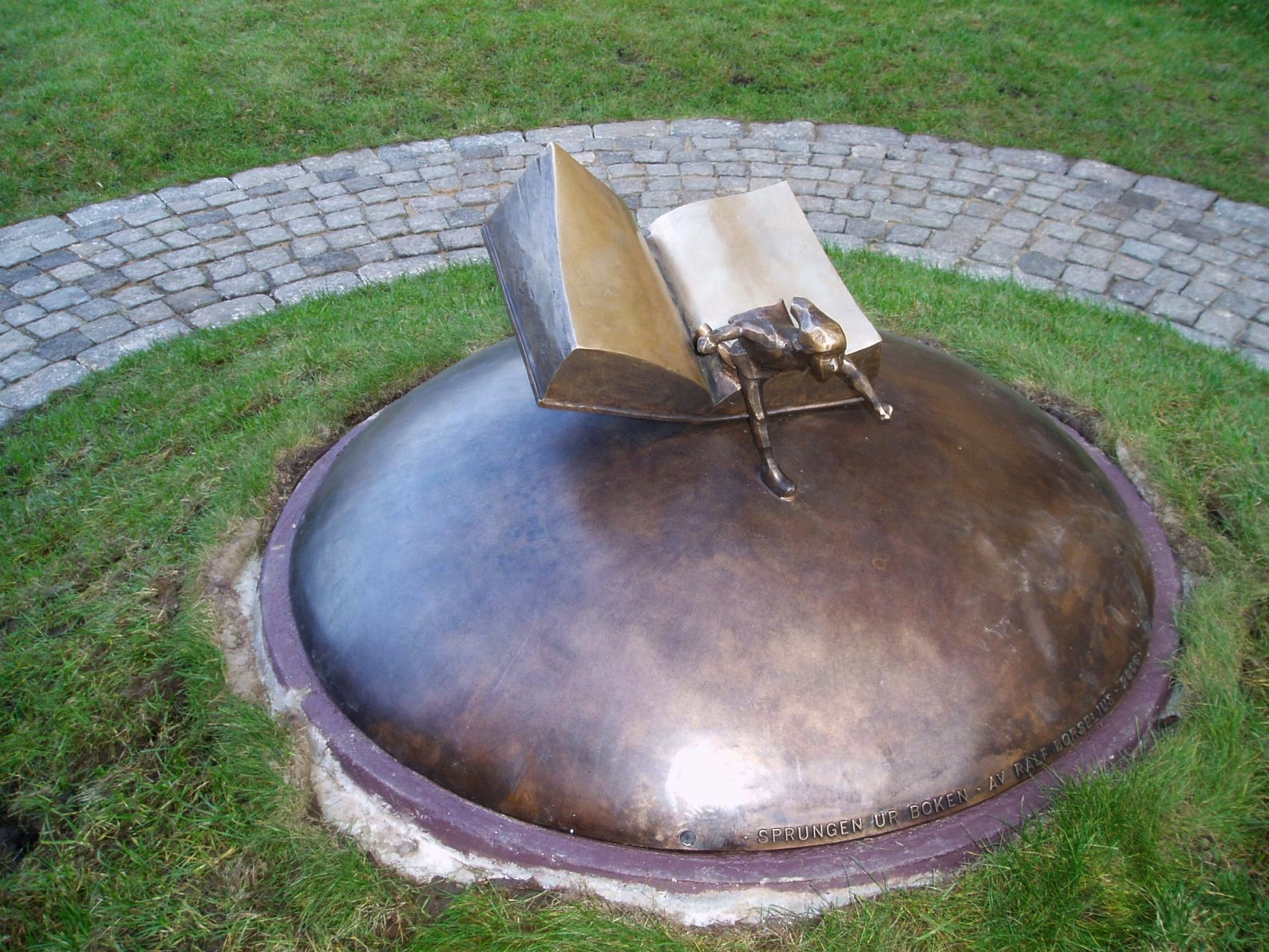
Пам'ятник Нільсу Гольгерсону у місті Карлскруна (Швеція)

«Чудесна мандрівка Нільса Гольгерсона з дикими гусьми» («Чудесна мандрівка Нільса Гольгерсона по Швеції», швед. Nils Holgerssons underbara resa genom Sverige) — казково-фантастичний роман, написаний шведською письменницею Сельмою Лагерлеф.

## Історія створення
Від початку книга була задумана як посібник з географії Швеції для учнів першого класу, дев'ятирічних дітей. У Швеції з 1868 року вже існувала «Державна книга для читання». Але до кінця XIX століття вона була вже дещо застарілою. Через те один з керівників Загального союзу вчителів народних шкіл Швеції Альфред Далін запропонував створити нову книгу, над якою спільно працювали б педагоги та письменники. Його вибір припав на Сельму Лагерлеф, яка вже прославилася своїм романом «Сага про Єсту Берлінга». До того ж вона була колишньою вчителькою. Вона погодилася на пропозицію Даліна, але відмовилася від співавторів. Лагерлеф почала роботу над книгою влітку 1904 року. Письменниця вважала, що необхідно створити кілька підручників для школярів різного віку: перший клас повинен був отримати книгу з географії Швеції, другий — з історії Швеції, а третій і четвертий — описи інших країн світу, відкриттів, винаходів та суспільного устрою країни. Проект Лагерлеф з часом був здійснений, і першим у низці книг-підручників стала «Чудесна мандрівка Нільса Гольгерсона з дикими гусьми». Незабаром з'явилися книги для читання «Шведи та їхні вожді» Вернера фон Гейденстама і «Від полюса до полюса» Свена Гедіна.
На пропозицію Лагерлеф Альфред Далін, бажаючи отримати якомога більш повні відомості щодо способу життя і занять населення в різних куточках країни, а також етнографічні та фольклорні матеріали, склав і розіслав влітку 1902 року опитувальні листи для вчителів народних шкіл.
| «... Я буду думати про форму книги, яка найдієвіше допомогла б вкласти премудрість про нашу країну в ці маленькі голівки. Можливо, старі перекази допоможуть нам... І тому-то мені хотілося б почати з перегляду тих матеріалів, які Вам вдалося отримати.» (З листа Лагерлеф до Даліна) |
Вивчаючи зібраний матеріал, письменниця, за власним зізнанням, зрозуміла, як вона мало знає про країну: «Всі науки зробили неймовірний крок вперед з того часу, як я закінчила школу!». Щоб поповнити свої знання, вона здійснила подорожі до Блекінге, Смоланда, Норланда, на Фалунську копальню. Повернувшись до роботи над книгою, Лагерлеф шукала сюжет, який би допоміг їй створити з величезної кількості відомостей цілісний художній твір. Рішення їй підказали книжки Кіплінга, де головними персонажами були тварини, що розмовляють, а також повість Августа Стріндберга «Подорож Щасливчика Пера» і казка Ріхарда Густафсона «Невідомий рай» про хлопчика зі Сконе, що літав по країні з птахами.
Перший том вийшов друком у Стокгольмі 24 листопада 1906 року, другий — у грудні 1907 року. Твір став найбільш читаним у Скандинавії.
Книжка отримала суперечливі відгуки сучасників. Багато хто вважав, що вона є революцією в педагогіці. За словами шведського поета Карла Снойльського:
| «Лагерлеф вдалося вселити життя і барви в сухий пустельний пісок — шкільний урок, — одухотворити і змусити розмовляти ліси, скелі, річки батьківщини і навіть мертві поклади руди.» |
В той же час, «Чудесна мандрівка Нільса…» викликала незадоволення з боку частини священиків, педагогів, а також патріотів ряду шведських провінцій (Смоланду, Вестерйотланду та Галланду), яким не сподобалися описи цих місцевостей у книзі.
Єпископ Еклунд з Карлстаду говорив: «Популярність Сельми Лагерлеф можна розцінювати як деградацію педагогів взагалі і шведських читачів зокрема».
Втім, сама письменниця найбільше переймалася думкою своїх маленьких читачів:
| «"Доки дітям весело читати цю книгу, вона перемагатиме", — говорила вона.» |
Життя блискуче підтвердило правоту Лагерлеф. Вже понад століття її книжкою зачитуються діти не лише у Швеції, а й у багатьох інших країнах.

## Сюжет
У селі на півдні Швеції живе хлопець на ім'я Нільс. Одного разу, зустрівшись з гномом, Нільс поводиться з ним нечемно. За це гном зменшує Нільса до крихітного розміру. За збігом обставин, саме цього дня свійський гусак Мартин втікає зі зграєю диких гусей під проводом Аки з Кебнекайсе у Лапландію, куди ті летять на літнє гніздування. Хлопчик приєднується до гусака. Удвох вони відвідують багато великих міст, історичних та природних пам'яток Швеції. Переживши ряд неймовірних казкових пригод, Нільс повертається до рідної домівки. Там він знову зустрічається з гномом, який, переконавшись, що Нільс виправився, повертає йому справжній зріст

## Екранізації
- Зачарований хлопчик (рос. Заколдованный мальчик). Мультфільм 1955 р. СРСР. Режисери Володимир Полковников та Олександра Снєжко-Блоцька.
- Пригоди Нільса Гольгерсона (швед. Nils Holgerssons underbara resa) Фільм 1962 р. Швеція. Режисер Кенне Фант (Kenne Fant).
- Чарівні пригоди Нільса (яп. ニルスのふしぎな旅 Nirusu no Fushigi na Tabi) Аніме-серіал 1980 р. Японія.

## Переклади українською
Українською роман «Чудесна мандрівка Нільса Гольгерсона з дикими гусьми» вперше з'явився у 1964 році у скороченому перекладі Ольги Сенюк (Київ: Веселка, 1964). Згодом, у 2015 році, також з'явились скорочені переклади році у змішаному перекладі зі шведської Олександри Любарської та З. Задунайської та з російської Володимира Германа (Київ: Махаон-Україна, 2005) та у скороченому перекладі зі шведської Н. Косенко (Харків: Школа, 2013).
У 2008 та 2015 також вийшли друком перекази твору від київського видавництва «Авіаз» та харківського видавництва «Віват».
- Сельма Лагерлеф. Чудесна мандрівка Нільса Гольгерсона з дикими гусьми. Скорочений переклад зі шведської: Ольга Сенюк. Художники: Олена Овчиннікова, Галина Савченко. Київ: Веселка, 1964. 217 стор. (завантажити [Архівовано 4 квітня 2017 у Wayback Machine.])
  - (передрук) Сельма Лагерлеф. Чудесна мандрівка Нільса Гольгерсона з дикими гусьми. Скорочений переклад зі шведської: Ольга Сенюк. Художники: Олена Овчиннікова, Галина Савченко. Київ: Веселка, 1978. 223 стор.
  - (передрук) Сельма Лагерлеф. Чудесна мандрівка Нільса Гольгерсона з дикими гусьми. Скорочений переклад зі шведської: Ольга Сенюк. Художники: Олена Овчиннікова, Галина Савченко. Київ: Веселка, 1991. 283 стор. ISBN 5-301-012207-7
  - (передрук) Сельма Лаґерлеф. Чудесна мандрівка Нільса Гольґерсона з дикими гусьми: повість-казка. Скорочений переклад зі шведської: Ольга Сенюк. Київ: Школа, 2000. 236 стор. (Хрестоматія школяра).
  - (передрук) Сельма Лаґерлеф. Чудесна мандрівка Нільса Гольґерсона з дикими гусьми: повість-казка. Скорочений переклад зі шведської: Ольга Сенюк; ілюстрації: Олена Кузнецова. Київ: Школа, 2009. 224 стор. ISBN ISBN 966-661-571-1 (Казкова планета); ISBN 966-661-570-3 (Моя улюблена книжка)
  - (передрук) Сельма Лаґерлеф. Чудесна мандрівка Нільса Гольґерсона з дикими гусьми: повість-казка. Скорочений переклад зі шведської: Ольга Сенюк; ілюстрації: Ю. А. Радіч. Київ: Країна Мрій; Компанія ОСМА, 2015. 288 стор. ISBN 978-617-538-384-1 (Улюблені книжки) (Всеволод Нестайко радить прочитати)
- Сельма Лаґерлеф. Дивовижні мандри Нільса з дикими гусьми: повість-казка. Скорочений переклад зі шведської: Олександра Любарська, З. Задунайська, переклад з російської: Володимир Герман; художник: Сергій Набутовський. Київ: Махаон-Україна, 2005. 208 стор. (Подорож у казку). ISBN 966-605-511-2
  - (передрук) Сельма Лаґерлеф. Дивовижні мандри Нільса з дикими гусьми: повість-казка. Скорочений переклад зі шведської: Олександра Любарська, З. Задунайська, переклад з російської: Володимир Герман; художник: Сергій Набутовський. Київ: Махаон-Україна; Рідна країна, 2007. 208 стор. (Подорож у казку). ISBN 966-605-511-2
  - (передрук) Сельма Лаґерлеф. Дивовижні мандри Нільса з дикими гусьми: повість-казка. Скорочений переклад зі шведської: Олександра Любарська, З. Задунайська, переклад з російської: Володимир Герман; художник: Сергій Набутовський. Київ: Махаон-Україна; Рідна країна, 2013. 208 стор. (Чарівна країна). ISBN 978-617-526-586-4
- Сельма Лаґерлеф. Дивовижна подорож Нільса з дикими гусьми: повість-казка (найповніша версія). Скорочений переклад зі шведської: Н. Косенко; малюнки: Валерія Харченко. Харків: Школа, 2013. 220 стор. (Дитячий бестселер). ISBN 978-966-429-196-2
  - (передрук) Сельма Лаґерлеф. Дивовижна подорож Нільса з дикими гусьми: повість-казка (найповніша версія). Скорочений переклад зі шведської: Н. Косенко; малюнки: Валерія Харченко. Харків: Школа, 2015. 224с стор. ISBN ISBN 978-966-429-196-2
- Сельма Лаґерлеф. Чудесна мандрівка Нільса з дикими гусями: казка. Переказ зі шведської: Наталя Павловська; художник: Катерина Іванова. Київ: Авіаз, 2008. 56 стор. ISBN 978-966-8936-44-9
  - (передрук) Сельма Лаґерлеф. Чудесна мандрівка Нільса з дикими гусями: казка. Переказ зі шведської: Наталя Павловська; художник: Катерина Іванова. Київ: Авіаз, 2012. 64 стор. ISBN 978-966-8936-44-9
- Сельма Лагерльоф. Чудова мандрівка Нільса з дикими гусьми: казка. Вільний переказ зі шведської: О. Уліщенко; художник: М. Пузиренко. Харків: Віват, 2015. 80 стор. (Світ чарівних казок). ISBN 978-617-690-310-9